# Stefan Drzewiecki
Pour les articles homonymes, voir Drzewiecki.
Stefan Drzewiecki (26 juillet 1844 à Kunka, Podolie, Empire russe (présentement en Ukraine) - 23 avril 1938 à Paris) est un scientifique, journaliste, ingénieur et inventeur polonais qui a travaillé en Russie et en France.
Il construit le premier sous-marin en 1881  et en 1888 à être produit en série, qui est à propulsion humaine et propulsion électrique. 

## Travaux
- Théorie générale de l'hélice (1920)